# 奈氏歧鬚鮠
奈氏歧鬚鮠，為輻鰭魚綱鯰形目倒立鯰科的其中一種，為熱帶淡水魚，分布於非洲馬拉威湖流域，體長可達19.2公分，棲息在底中層水域，以昆蟲、甲殼類及植物為食，生活習性不明，可做為觀賞魚及食用魚。